# Sue Grafton
Sue Taylor Grafton (Louisville, Kentucky, 1940. április 24. – Santa Barbara, Kalifornia, 2017. december 28.) amerikai író.

## Művei
- Keziah Dane (1967)
- The Lolly-Madonna War (1969)

Kinsey Millhone sorozat / ABC rejtélyek
- A mint alibi ("A" Is for Alibi) (1982); ford. Szendrő Borbála
- B mint betörő ("B" Is for Burglar) (1985); ford. Szendrő Borbála
- C mint célpont ("C" Is for Corpse) (1986); ford. Bori Erzsébet
- D mint delirium ("D" Is for Deadbeat) (1987); ford. Medgyesi Zsófia
- "E" Is for Evidence (1988)
- "F" Is for Fugitive (1989)
- "G" Is for Gumshoe (1990)
- "H" Is for Homicide (1991)
- "I" Is for Innocent (1992)
- "J" Is for Judgment (1993)
- "K" Is for Killer (1994)
- "L" Is for Lawless (1995)
- "M" Is for Malice (1996)
- "N" Is for Noose (1998)
- "O" Is for Outlaw (1999)
- "P" Is for Peril (2001)
- "Q" Is for Quarry (2002)
- "R" Is for Ricochet (2004)
- "S" Is for Silence (2005)
- "T" Is for Trespass (2007)
- "U" Is for Undertow (2009)
- "V" Is for Vengeance (2011)
- "W" Is for Wasted (2013)
- "X" (2015)
- "Y" Is for Yesterday (2017)

Egyéb művei
- "Teaching a Child" (2013, esszék)
- Kinsey and Me (2013, novellák)

## Magyarul
- H mint hurok; ford. Barkóczi András; Reader's Digest, Bp., 2000 (Válogatott könyvek)
- D mint delírium; ford. Medgyesy ZsófiaGabo, Bp., 2002 (ABC krimik)
- C mint célpont; ford. Bori Erzsébet; Gabo, Bp., 2002 (ABC krimik)
- A mint alibi; ford. Szendrő Borbála; Gabo, Bp., 2002 (ABC krimik)
- B mint betörő; ford. B. Albitz Ilona; Gabo, Bp., 2002 (ABC krimik)
- P mint pusztulás; ford. Csaba Emese; Reader's Digest, Bp., 2004 (Reader's Digest válogatott könyvek)